# 윤석열의 대통령 순방 목록
윤석열대통령의 순방 목록은 다음과 같다.

## 주요 순방
- 2022년 6월: 북대서양 조약기구(NATO) 정상회의 참석 (대한민국 대통령 중 첫 참석)
- 2022년 9월: 2022년 9월 윤석열 대통령 해외 순방
- 2023년 7월: 2023년 윤석열의 우크라이나 방문 (대한민국 대통령의 첫 전시 국가 방문)

## 같이 보기
- 역대 대한민국 대통령의 해외 순방 목록
- 김영삼의 대통령 순방 목록
- 노무현의 대통령 순방 목록
- 김대중의 대통령 순방 목록
- 이명박의 대통령 순방 목록
- 박근혜의 대통령 순방 목록
- 문재인의 대통령 순방 목록